# Michel Galabru

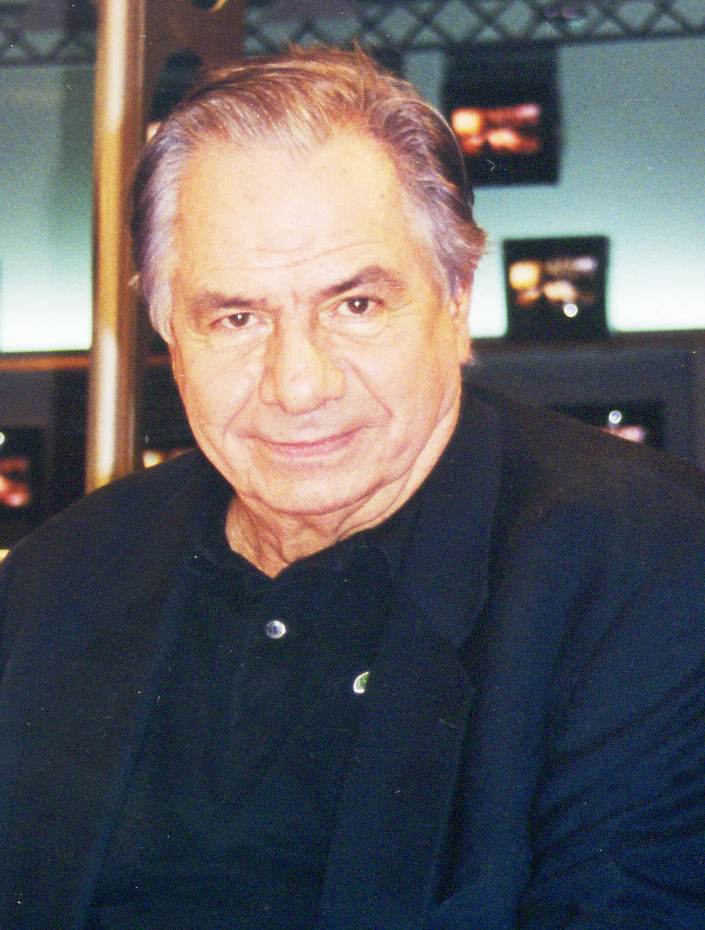
Michel Galabru în 1999

Michel Galabru (n. 27 octombrie 1922, Safi, Maroc, Marocul francez – d. 4 ianuarie 2016, Paris, Métropole du Grand Paris, Franța) a fost un actor francez de film.
Este cunoscut pentru rolurile jucate, împreună cu Louis de Funes, în filmele Jandarmul din Saint-Tropez, Jandarmul se însoară, Jandarmul și extratereștrii, Jandarmul și jandarmerițele etc.

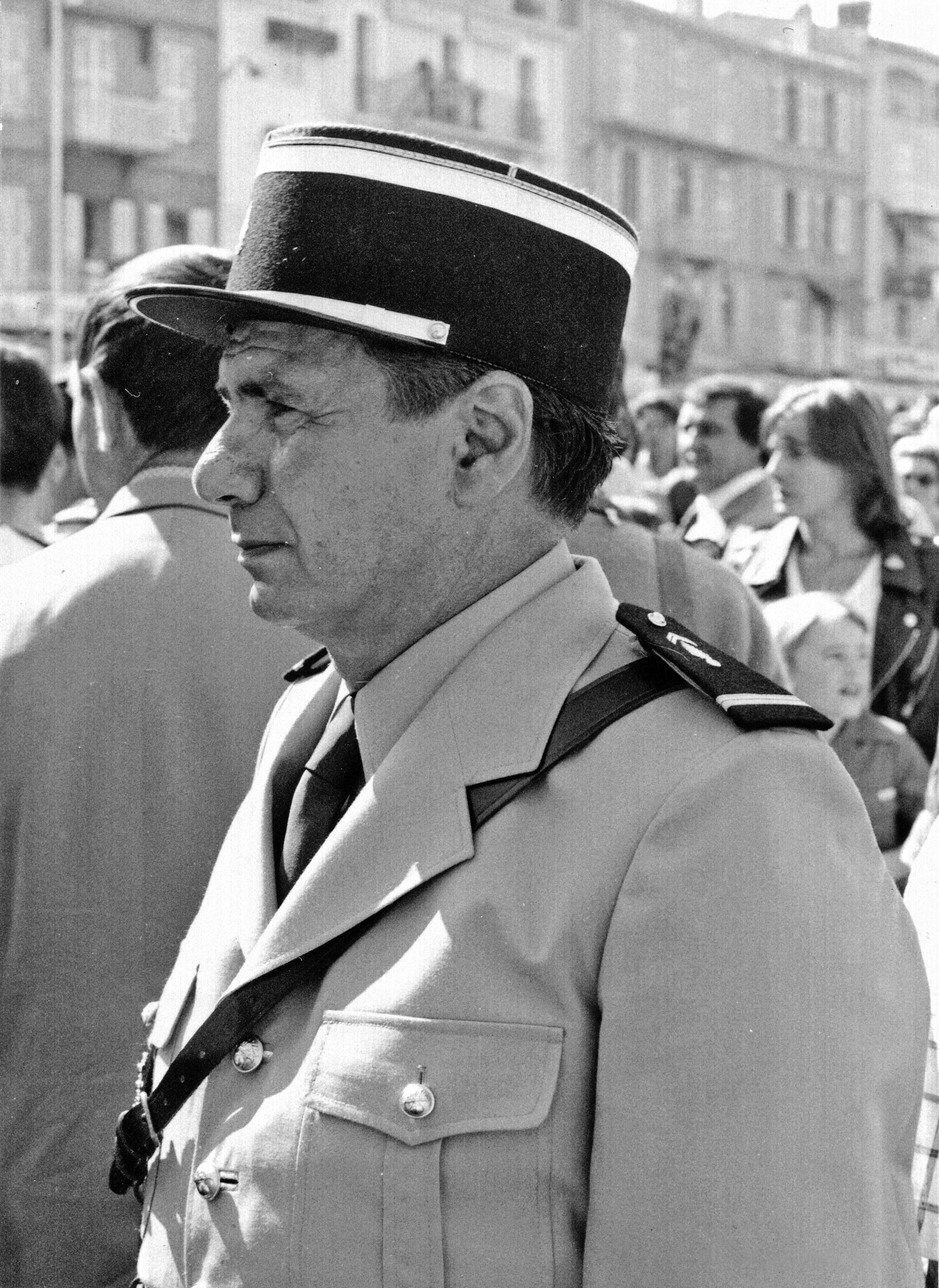
Michel Galabru într-o scenă din filmul Jandarmul și extratereștrii

## Filmografie
- 1964 Jandarmul din Saint-Tropez
- 1965 Jandarmul la New York
- 1967 Micul scăldător
- 1968 Jandarmul se însoară
- 1970 Jandarmul la plimbare
- 1974 Vecinii de dedesubt (Les gaspards), regia Pierre Tchernia
- 1978 Colivia cu nebune / O căsătorie cu peripeții (La Cage aux folles), regia Édouard Molinaro
- 1979 Jandarmul și extratereștrii
- 1980 Avarul
- 1982 Jandarmul și jandarmerițele
- 1983 Vară ucigașă (L’été meurtrier), regia Jean Becker